# Alfred Naqqache
Alfred Georges Naccache (hoặc Naqqache) (1887-1978) là một chính khách Liban, thủ tướng và tổng thống của Ủy trị của Pháp đối với Liban. Ông đã trở thành thủ tướng sau khi được bổ nhiệm làm tổng thống bởi chính quyền Pháp sau sự từ chức của Émile Eddé. Pierre-Georges Arlabosse đã giữ chức vụ tổng thống 5 ngày trước khi ông nắm giữ chức vụ này. Từ năm 1953 đến năm 1955, ông nắm giữ chức vụ bộ trưởng Ngoại giao.
Một con đường ở thủ đô Beirut của Liban được đặt theo tên ông để vinh danh ông.